# Fonollosa
Fonollosa è un comune spagnolo di 1 067 abitanti situato nella comunità autonoma della Catalogna.